# Anders Lundelius
Anders Lundelius, född 1747, död 1823, var en svensk möbelsnickare, verksam främst under 1780- och 1790-talen. Han var far till Lorentz Wilhelm Lundelius
Han tillhörde ursprungligen ebenistsocieteten men upptogs 1791 som mästare i Stockholms snickarämbete. Lundelius utförde byråar och bord i gustaviansk stil under stark påverkan från Georg Haupt, senare mahognymöbler med mässingslister i sparsmakad stil. Lundelius är bland annat representerad med arbeten i Nationalmuseum, Nordiska museet och Kungliga Husgerådskammaren.